# Ammodytoides kimurai
Ammodytoides kimurai es una especie de peces de la familia Ammodytidae en el orden de los Perciformes.

## Morfología
Los machos pueden llegar alcanzar los 12,1 cm de longitud total.

## Distribución geográfica
Se encuentran en las Islas Ogasawara (Japón ).